# Vrabinec (hora)
Vrabinec, nebo též Vrabín (německy Sperlingstein) je výrazná 395 m vysoká skalnatá hora ve stejnojmenné přírodní rezervaci v Českém středohoří na pravém břehu Labe. Na vrcholu hory jsou malé zbytky středověkého hradu Vrabince.
Dle geomorfologického členění patří Vrabinec do Krušnohorské subprovincie, konkrétně do Podkrušnohorské oblasti, celek České středohoří, podcelek Verneřické středohoří a okrsek Benešovské středohoří.

## Poloha a okolí

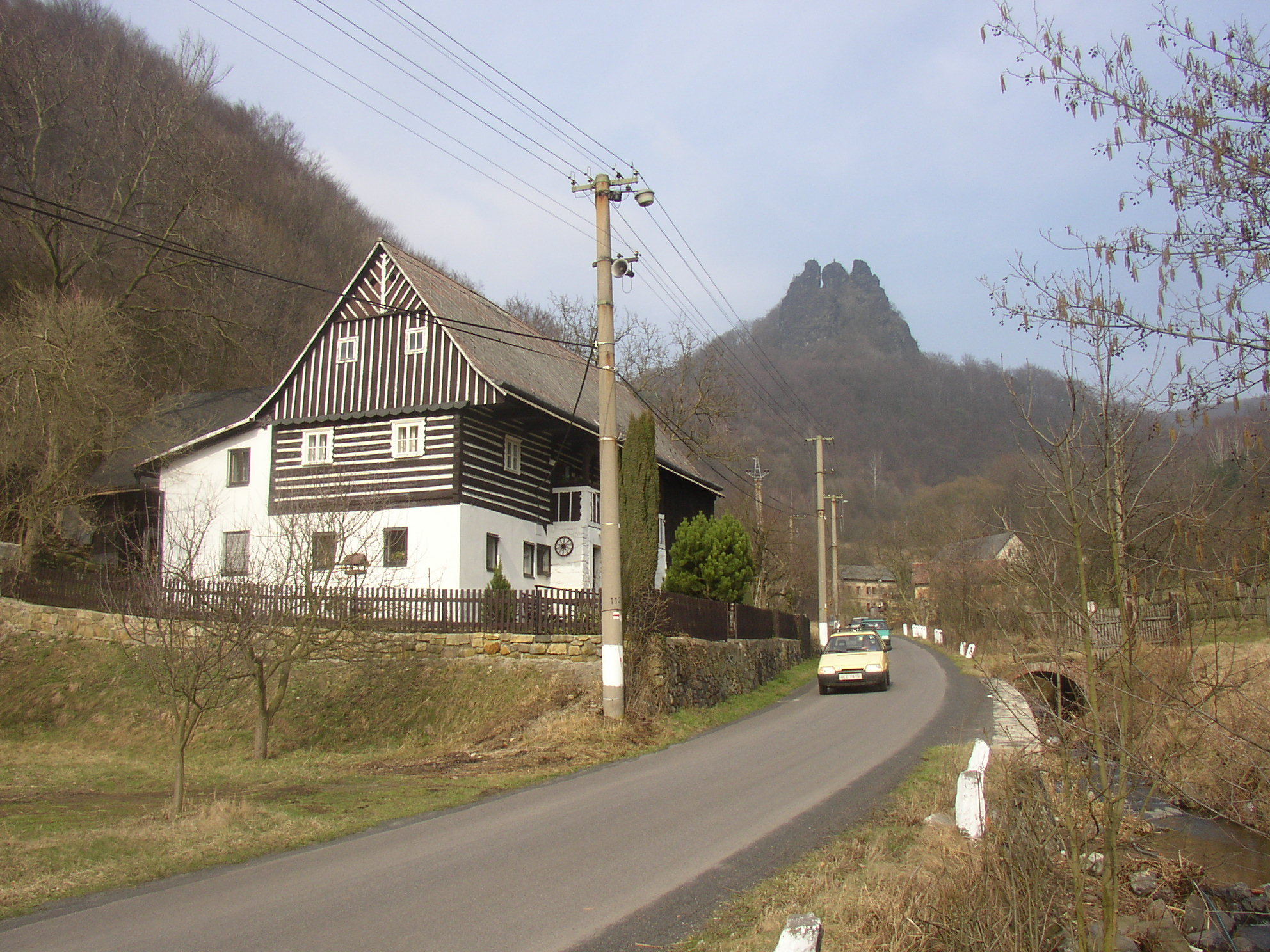
Pohled na Vrabinec z Přední Lhoty

Vrabinec je významnou krajinnou dominantou této části Ústeckého kraje. Svahy Vrabince mají sklon až 40°. Na vrcholové části lze pozorovat různé tvary zvětrávání sloupovitě odlučné horniny (jehly, sloupy, mrazové sruby a srázy, mrazové trhliny a balvanové haldy), čemuž odpovídají také názvy jednotlivých skalních vrcholků - Hlavní věž, Malá věž, Střední jehla, Pevnost a Hláska.
Hora se nachází asi 6 km jižně od Děčína v části Českého středohoří zvané Verneřické středohoří cca 1 km od toku Labe. Na samém úpatí hory jsou malé vesnice Přední Lhota a Babětín, které patří k obci Těchlovice.
Na úbočí hory stávaly tzv. Vrabčí domy (něm. Sperlingshäuser), které však zanikly po roce 1945 v důsledku odsunu německého obyvatelstva.

## Historie
Hrad byl založen pravděpodobně na přelomu 14. a 15. století pány z Těchlovic. V průběhu 15. století hrad často střídal majitele, od roku 1413 patřil mocnému rodu Vartenberků a v roce 1420 Mikuláši Chudému z Újezda, zakladateli rodu Lobkoviců. Později hrad vlastnili opět Vartenberkové, ale již v roce 1444 byl z neznámých důvodů opuštěn.
Do dnešních dnů se z hradu dochovalo jen několik částí strážní věže.

## Přírodní rezervace
V roce 1992 bylo 8,8 hektarů hory vyhlášeno přírodní rezervací. Chráněné je skalnaté území se vzácnými teplomilnými rostlinami.

## Horolezectví
Samostatně stojící skály na vrcholu hory dnes slouží i jako areál pro sportovní horolezectví. Skála Hlavní věž byla poprvé překonána německými horolezci v roce 1905, k většímu horolezeckému rozvoji však došlo až v 70. a 90. letech 20. století českými horolezci. V současné době jsou na skalách lezecké cesty stupně obtížnosti II až VI (JPK – Jednotná pískovcová klasifikace).

## Cesty k vrcholu
- Přes rameno hory vede červeně značená turistická trasa z Děčína a přes Těchlovice na Bukovou horu (Zinkenstein). Na vrchol hory vede krátká odbočka.